# Вороња
Вороња (рус. Воро́нья) река је која протиче преко западних и северозападних делова Кољског полуострва на подручју Мурманске области, на крајњем северозападу европског дела Руске Федерације. Протиче преко територија Ловозерског и Кољског рејона. Припада басену Баренцовог мора у које се улива пространим естуарским ушћем. Свој ток започиње као отока језера Ловозеро и целом дужином тока тече у смеру севера. Укупна дужина водотока је 155 km, површина сливног подручја око 9.940 km², док је просечан проток око 114 m³/s.
Због великог хидроенергетског потенцијала на реци су саграђене две хидроелектране и два вештачка језера са јединственим именом Серебрјанско језеро (556 km²). Горње Серебрјанско језеро настало је градњом уставе Серебрјанске ХЕ-1 и потопиле је централни део корита реке, док се мање Доњосеребрјанско језеро налази нешто северније и на његовим обалама налази се варошица Тумани. У басену реке налази се и језеро Чудзјавр.
Река Вороња има бројне притоке, а највеће међу њима су Ујма (54 km), Ејнч (38 km), Чудзјок (33 km) и друге. У доњем делу тока у кориту се налазе бројни водопади и брзаци, а највиши водопад Велики Падун висок је 26,7 метара. У горњем делу тока река протиче кроз долину која је у знатној мери потопљена преграђивањем корита реке, док се у доњем делу тока корито одликује дубоким и уским јаругама, а у њему се налазе и бројна мања острва.
Уз обе обале реке налазе се лежишта метаморфног полудрагог камена јасписа.